# Rives-d'Autise
Rives-d’Autise est une commune nouvelle française située dans le département de la Vendée, en région des Pays-de-la-Loire.
La commune résulte de la fusion de Nieul-sur-l’Autise et d’Oulmes au 1er janvier 2019.

## Géographie
Le territoire municipal de Rives-d’Autise s'étend sur 3 203 hectares. Les niveaux d'altitude de la commune nouvelle fluctuent entre 4 et 58 mètres.

### Localisation
| Xanton-Chassenon      |                | Saint-Hilaire-des-Loges   |
| Saint-Pierre-le-Vieux | Rives-d'Autise | Saint-Pompain Deux-Sèvres |
| Bouillé-Courdault     |                | Benet                     |

### Climat
Pour des articles plus généraux, voir Climat des Pays de la Loire et Climat de la Vendée.
En 2010, le climat de la commune est de type climat océanique franc, selon une étude du CNRS s'appuyant sur une série de données couvrant la période 1971-2000. En 2020, Météo-France publie une typologie des climats de la France métropolitaine dans laquelle la commune est exposée à un climat océanique et est dans la région climatique Poitou-Charentes, caractérisée par un bon ensoleillement, particulièrement en été et des vents modérés.
Pour la période 1971-2000, la température annuelle moyenne est de 12 °C, avec une amplitude thermique annuelle de 14,5 °C. Le cumul annuel moyen de précipitations est de 835 mm, avec 12,1 jours de précipitations en janvier et 6,7 jours en juillet. Pour la période 1991-2020, la température moyenne annuelle observée sur la station météorologique de Météo-France la plus proche, « Surin_sapc », sur la commune de Surin à 17 km à vol d'oiseau, est de 12,9 °C et le cumul annuel moyen de précipitations est de 936,5 mm,. Pour l'avenir, les paramètres climatiques de la commune estimés pour 2050 selon différents scénarios d'émission de gaz à effet de serre sont consultables sur un site dédié publié par Météo-France en novembre 2022.

## Urbanisme

### Typologie
Au 1er janvier 2024, Rives-d'Autise est catégorisée commune rurale à habitat dispersé, selon la nouvelle grille communale de densité à sept niveaux définie par l'Insee en 2022.
Elle est située hors unité urbaine. Par ailleurs la commune fait partie de l'aire d'attraction de Niort, dont elle est une commune de la couronne,. Cette aire, qui regroupe 91 communes, est catégorisée dans les aires de 50 000 à moins de 200 000 habitants,.

## Histoire
La commune est créée au 1er janvier 2019 par un arrêté préfectoral du 4 décembre 2018.
Initialement, le projet de commune nouvelle portait sur un regroupement de trois communes : Nieul-sur-l’Autise, Oulmes et Xanton-Chassenon,. Lors d’un vote concomitant sur la fusion le 8 octobre 2018, les conseils municipaux de Nieul-sur-l’Autise et d’Oulmes se sont prononcés en faveur de la commune nouvelle, alors que celui de Xanton-Chassenon ne s’est pas départagé, les avis favorables et défavorables obtenant le même nombre de voix.
À la suite de ce vote, la commune de Xanton-Chassenon décide de se retirer du projet. Les conseils municipaux de Nieul-sur-l’Autise et d’Oulmes, à nouveau convoqués le 18 octobre 2018, se prononcent en faveur du projet de commune nouvelle d’un périmètre limité à ces deux communes, qui deviennent des communes déléguées, le 1er janvier 2019.

## Politique et administration

### Liste des maires
| Période         | Période  | Identité       | Étiquette | Qualité                                                     |
| --------------- | -------- | -------------- | --------- | ----------------------------------------------------------- |
| 7 janvier 2019, | En cours | Michel Bossard | DVD       | Agriculteur Maire délégué de Nieul-sur-l’Autise (2019-2020) |

## Population et société

### Démographie
| Nom                        | Code Insee | Intercommunalité       | Superficie (km2) | Population (dernière pop. légale) | Densité (hab./km2) |
| -------------------------- | ---------- | ---------------------- | ---------------- | --------------------------------- | ------------------ |
| Nieul-sur-l’Autise (siège) | 85162      | CC Vendée-Sèvre-Autise | 22,74            | 1 294 (2016)                      | 57                 |
| Oulmes                     | 85168      | Vendée-Sèvre-Autise    | 9,29             | 832 (2016)                        | 90                 |

## Culture locale et patrimoine

### Lieux et monuments
- Église Notre-Dame d'Oulmes
- Mausolée (Espérance Rousseau (1882-1936) à Oulmes
- Abbaye royale Saint-Vincent de Nieul-sur-l'Autise
- Moulin à eau de Nieul-sur-l'Autise et Maison de la meunerie
- Enceinte préhistorique de Champ-Durand

### Événements
- Fête de la Meunerie : fête traditionnelle organisée tous les deux ans à l'occasion du week-end de la Pentecôte dans le parc du Vignaud.
- « Nieul, village de Lumière », animations (spectacles de danses, de capes et d'épées, de musiques, bal traditionnel) dans le bourg et le parc du Vignaud avec illuminations des rues et monuments comme des projections d'images habillant l'abbatiale Saint-Vincent.